# Saint-Didier-en-Velay
Saint-Didier-en-Velay – miejscowość i gmina we Francji, w regionie Owernia-Rodan-Alpy, w departamencie Górna Loara.
Według danych na rok 1990 gminę zamieszkiwały 2723 osoby, a gęstość zaludnienia wynosiła 107 osób/km² (wśród 1310 gmin Owernii Saint-Didier-en-Velay plasuje się na 77. miejscu pod względem liczby ludności, natomiast pod względem powierzchni na miejscu 301.).